# كريستينا بارويس
كريستينا بارويس (بالألمانية: Kristina Barrois) مواليد 30 سبتمبر 1981 في أوتفايلر، ألمانيا الغربية، هي لاعبة كرة مضرب ألمانية سابقة بدأت مسيرتها كمحترفة سنة 2005 وكانت تلعب باليد اليمنى، اعتزلت اللعب في أكتوبر 2014. أعلى تصنيف لها في الفردي كان المركز الـ 57 في سنة 2011. أعلى تصنيف لها في الزوجي كان المركز الـ 55 في سنة 2012.

## الخط الزمني للأداء
مفتاح
| ف | ن | ن.ن | ر.ن | د# | د.م | ل | أ.أ | ت | غ | ب | ف | ذ | م.خ | ل.ت |

(ف) فاز بالبطولة (ن) وصل النهائي (ن.ن) نصف النهائي (ر.ن) ربع النهائي (د#) الأدوار الأربعة الأولى (د.م) دور المجموعات (ل) شارك في كأس ديفيز (أ.أ) خرج من الأدوار الاولى (ت) خسر التصفيات التأهيلية (غ) غاب عن الحدث أو البطولة (ب) حصل على ميدالية برونزية (ف) حصل على ميدالية فضية (ذ) حصل على ميدالية ذهبية (م.خ) بطولة الماسترز خُفضت إلى مرتبة أقل (ل.ت) البطولة لم تعقد في السنة المعينة.
لتجنب الارتباك وازدواجية الحساب، يتم تحديث هذه المعلومات إما في نهاية البطولة، أو عندما تكون مشاركة اللاعب في البطولة قد انتهت.

### الفردي
| الدورة            | 2005 | 2006 | 2007 | 2008 | 2009 | 2010 | 2011 | 2012 | ف-خ  |
| ----------------- | ---- | ---- | ---- | ---- | ---- | ---- | ---- | ---- | ---- |
| أستراليا المفتوحة | غ    | ت    | ت    | غ    | د1   | د2   | د2   | د1   | 2–4  |
| فرنسا المفتوحة    | غ    | ت    | غ    | ت    | د2   | د1   | د1   | ت    | 1–3  |
| بطولة ويمبلدون    | غ    | د1   | ت    | ت    | د1   | د2   | د1   |      | 1–4  |
| أمريكا المفتوحة   | ت    | د1   | غ    | ت    | د2   | د1   | د1   |      | 1–4  |
| فوز-خسارة         | 0–0  | 0–2  | 0–0  | 0–0  | 2–4  | 2–4  | 1–4  | 0–1  | 5–15 |

## وصلات خارجية
- كريستينا بارويس على موقع رابطة محترفات التنس (الإنجليزية)
- كريستينا بارويس على موقع الاتحاد الدولي لكرة المضرب (الإنجليزية)
- كريستينا بارويس على موقع كأس بيلي جين كينغ (الإنجليزية)
- كريستينا بارويس على موقع خلاصة التنس.كوم (الإنجليزية)
- كريستينا بارويس على موقع إي إس بي إن.كوم (الإنجليزية)

- الموقع الرسمي